# Otto Fischer (Jurist)
Otto Fischer (* 30. März 1853 in Lüdenscheid; † 1. Dezember 1929 in Breslau) war ein deutscher Richter und Rechtswissenschaftler. Als Privat- und Kirchenrechtler lehrte er in Breslau.

## Leben
Otto Fischers Eltern waren der Rechtsanwalt und Notar Christian Fischer (1815–1900) und die aus Coesfeld stammende Sophie geb. Mersmann (1827–1903). Fischer widmete sich nach dem Abitur, beeinflusst vom Vater sowie aus eigener Neigung, dem Studium der Rechtswissenschaft an der Universität Leipzig, der Rheinischen Friedrich-Wilhelms-Universität Bonn, der Ruprecht-Karls-Universität Heidelberg und der Philipps-Universität Marburg. Ab 1891 war er Ehrenmitglied der katholischen Studentenverbindung KDStV Winfridia Breslau. In Marburg bestand er 1873 das Referendarexamen und promovierte 1875 zum Dr. iur.

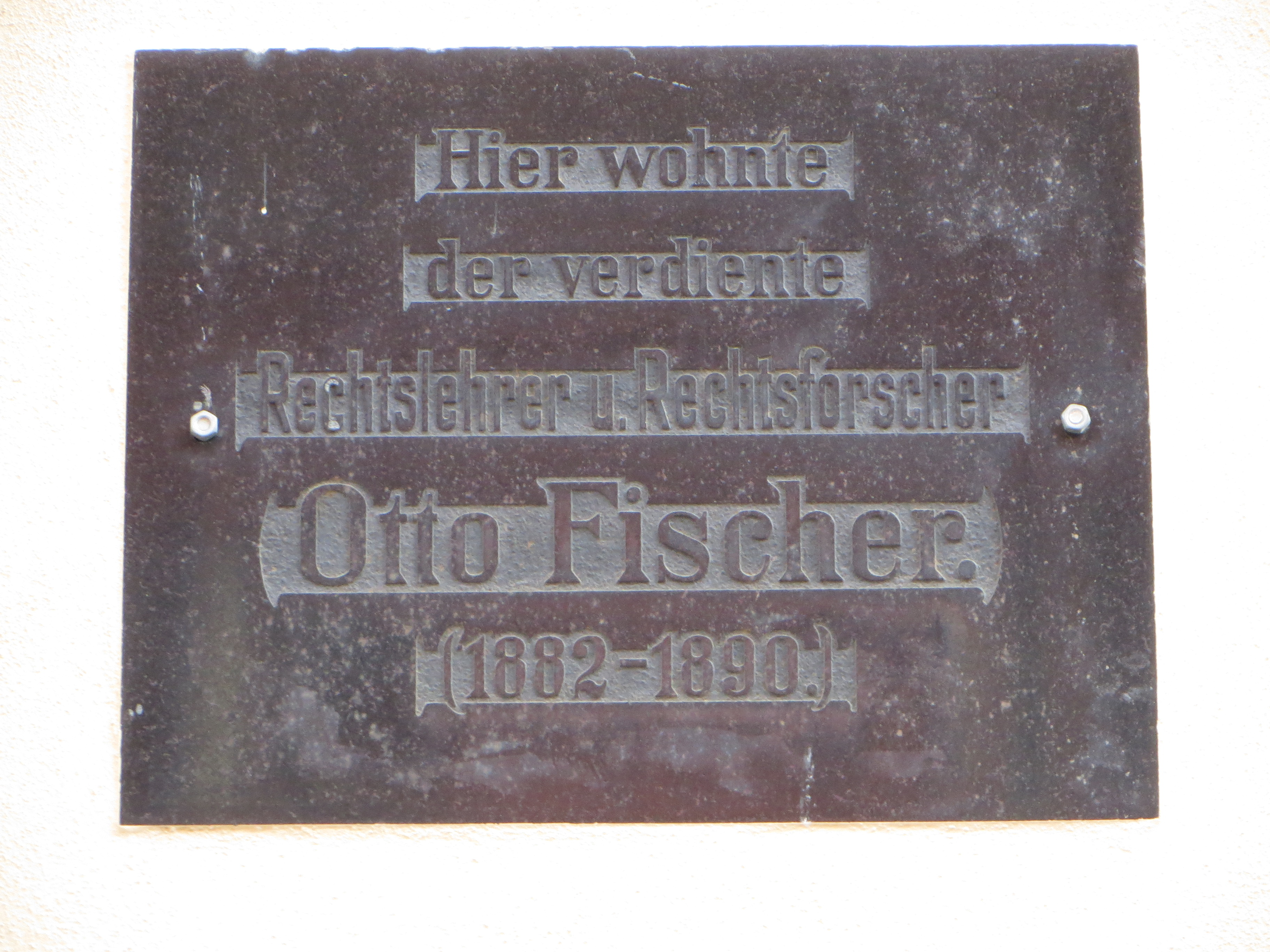
Erinnerungstafel in Greifswald

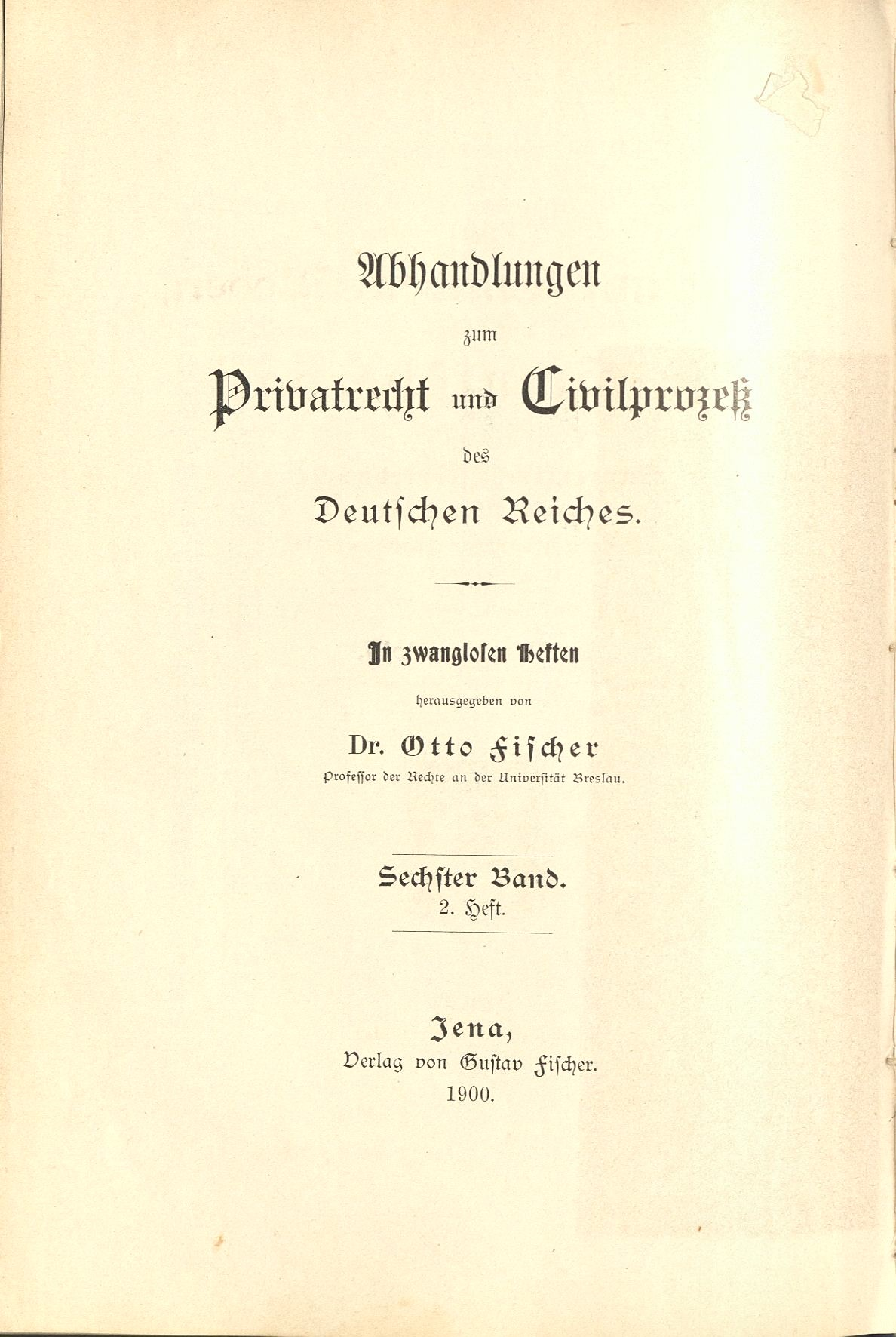
Herausgeber der Abhandlungen

In der Folge war er zunächst im Justizdienst des Königreichs Preußen tätig, unter anderem als Amtsrichter in Greifswald und als Hilfsrichter am Oberlandesgericht Stettin. Nachdem Fischer sich 1881 an der Universität Greifswald für Zivilprozessrecht und preußisches Zivilrecht habilitiert hatte, wurde er dort 1883 zum unbesoldeten a.o. Professor ernannt. Er blieb im Justizdienst, bis er 1884 auf den Lehrstuhl für Römisches Recht und Zivilprozessrecht berufen wurde. 1890 folgte er dem Ruf der Schlesischen Friedrich-Wilhelms-Universität Breslau. Für das akademische Jahr 1909/10 wurde er zu ihrem Rektor gewählt. In seiner Rektoratsrede am 15. Oktober 1909 befasste er sich mit Sein und Schein im Rechtsleben. Zusätzlich übte er von 1895 bis 1918 auch wieder eine richterliche Funktion als akademischer Rat am Oberlandesgericht Breslau aus.
Otto Fischer heiratete 1878 in Paderborn Katharina Hörling (1853–1926), die Tochter des Chirurgen und Direktors der Provinzial-Hebammenanstalt in Paderborn Conrad Hörling. Das Paar hatte drei Töchter und zwei Söhne, darunter den Juristen und Ökonomen Otto Christian Fischer. Otto Fischer verstarb 76-jährig in Breslau.

## Wirken
Fischers Lehr- und Forschungsgebiete umfassten vor allem Bürgerliches Recht, Kirchenrecht und Römisches Recht, insbesondere aber den römischen Zivilprozess. In seiner praxisorientierten Tätigkeit bevorzugte Otto Fischer die Literaturgattung des Kommentars. In seinen zahlreichen dogmatischen Arbeiten beschäftigte er sich, neben lehrbuchmäßigen Darstellungen, hauptsächlich mit Grundfragen des Zivilprozessrechtes. Auf rechtshistorischem Gebiet lieferte er Beiträge zur preußischen Rechtsgeschichte. Daneben entfaltete er eine umfangreiche Gutachtertätigkeit.
Methodisch ist Fischer aus der Schule der Pandektenwissenschaft in ihrer durch Bernhard Windscheid geprägten Spätform hervorgegangen, ohne einseitig in die Begriffsjurisprudenz des Pandektismus zu verfallen, wovon ihn sein eminent praktischer Sinn abhielt.
Dem herrschenden Positivismus seiner Zeit war auch Fischer verhaftet, in den äußersten Konsequenzen allenfalls gemildert durch seinen strengen Katholizismus. In politischer Hinsicht war Otto Fischer Anhänger eines obrigkeitsstaatlichen Denkens. Der Parlamentarischen Demokratie sowie der Weimarer Reichsverfassung stand er infolgedessen prinzipiell in schroffer Ablehnung gegenüber.

## Schriften (Auswahl)
- mit Johannes Krech: Kommentar zum preußischen Gesetz betreffend die Zwangsvollstreckung in das unbewegliche Vermögen, 1884; 3. Auflage 1894
- Lehrbuch des preußischen Privatrechts, 1887
- mit Wilhelm von Henle und anderen: Bürgerliches Gesetzbuch, Handausgabe, 1896; 14. Auflage 1932, hg. von Heinrich Titze
- Lehrbuch des deutschen Zivilprozeß- und Konkursrechts, 1918
- Selbstbiographie, in: Die Rechtswissenschaft der Gegenwart in Selbstdarstellung I, 1924, Seite 124 ff, mit Werkverzeichnis